# Туленков, Константин Иванович
Константин Иванович Туленко́в (15 апреля 1908, Узян, Оренбургская губерния — 17 мая 1978, Магнитогорск, Челябинская область) — советский металлург. Лауреат Сталинской премии третьей степени (1952).

## Биография
Родился 15 апреля 1908 года (по другим данным — 2 [15] июня 1908) в селе Узянское (ныне село Узян, Белорецкий район, Башкортостан).
В 1938 году окончил Уральский индустриальный институт (Свердловск).
По окончании института работал на Чусовском металлургическом заводе Свердловской области. В 1940—1941 и с 1946 годах работал в должности начальника центральной заводской лаборатории на Белорецком сталепроволочно-канатном заводе, с 1956 года — главный инженер ВНИИМетиз (Магнитогорск).
Им было организовано производство проволоки микронных размеров; разработана технология изготовления стальной омедненной ленты для магнитных экранов коаксиальных кабелей; созданы износоустойчивые сетки; разработана технология горячего волочения с электроконтактным нагревом высокомарганцовистой стали марки 110Г13.
Умер в Магнитогорске 17 мая 1978 года, похоронен на Правобережном кладбище.

## Труды
Автор около 30 научных работ и 4 изобретений.
Волочение стальной оцинкованной проволоки. М., 1953 (с соавторами).

## Награды и премии
- Сталинская премия третьей степени (1952) — за разработку и внедрение нового способа производства оцинкованной проволоки
- орден Дружбы народов (1973)
- медали